# Aaron Hotchner
Aaron Hotchner es un personaje de ficción de la serie de CBS Mentes criminales interpretado por Thomas Gibson. Él es un agente especial de supervisión y el jefe de la unidad Unidad de Análisis de Conducta del FBI, y ha aparecido desde el episodio piloto «Extreme Aggressor», que fue transmitido originalmente el 22 de septiembre de 2005.
Hotch comienza la serie casado con su novia de la secundaria Haley (Meredith Monroe). Ellos tienen un hijo llamado Jack (Cade Owens), a pesar de que más tarde se divorciaron durante la dedicación de Hotch a su trabajo. Haley fue posteriormente asesinada en la quinta temporada por el asesino serial George Foyet. Dos años después de la muerte de Haley, Hotchner conoció a una corredora de triatlón llamada Bet Clemmons y tiene una relación con ella hasta la temporada diez, cuando se revela que él rompió la relación con ella cuando le ofrecieron un trabajo en Hong Kong.

## Desarrollo
Gibson fue elegido como Hotchner tras haber protagonizado anteriormente en la serie de comedia de Dharma y Greg. De la transición a Mentes criminales, explicó: "Es muy bueno hacer un poco de la oscuridad después de un poco de la ligereza variedad es la sal de la vida me gusta tanto y espero ser capaz de hacer tan grande.. una variedad como me sea posible. La familia de Gibson vive en San Antonio, Texas, mientras que él viaja a Los Angeles para filmarMentes criminales una vez por semana, algo que siente le da una idea de las prioridades divididas de Hotch. Discutir el efecto que trabajan en el BAU tiene en las vidas personales de los agentes, Gibson opinó: "Creo que no puede dejar de tomar algún peaje Y la primera víctima puede no ser los propios agentes, pero sus familias, sus cónyuges e hijos.. Antes de Hotch y de Haley divorcio, en una entrevista de 2007 Gibson declaró que esperaba que los dos haría que su relación pasada, explicando:" El matrimonio. Ciertamente puede sobrevivir un montón de dificultades Piensa en la vida real los matrimonios que sobreviven. Ciertamente sufren ... y creo que va a ser muy interesante ver cómo trabajan fuera porque sé que ciertamente pasando factura. Haley quería que el matrimonio para trabajar ". Al discutir el conflicto entre la carrera de Hotch y la vida familiar, Gibson detallada:
| " | Él sabe que su familia está recibiendo el corto turno. Él sabe que su trabajo le está costando en tiempo pasado con su esposa e hijo. Creo que es sincero cuando dice que quiere estar allí para su familia. Pero es muy, muy difícil hacer lo que hacen - estar de guardia y dedicada al trabajo. Para ser capaz de tirar tanto de esas cosas, creo que sus ambiciones tienen que encontrarse cara a cara con una cierta realidad que está en contradicción con lo que él pensaba que era posible. Va a ser muy interesante ver cómo todo se sacude, porque creo que su valoración realista de todas las bolas que pensaba que era capaz de mantenerse en el aire al mismo tiempo - te lo esperas ... no estoy seguro él ha reconciliado lo que es dar tengo. Su trabajo es muy importante. | " |

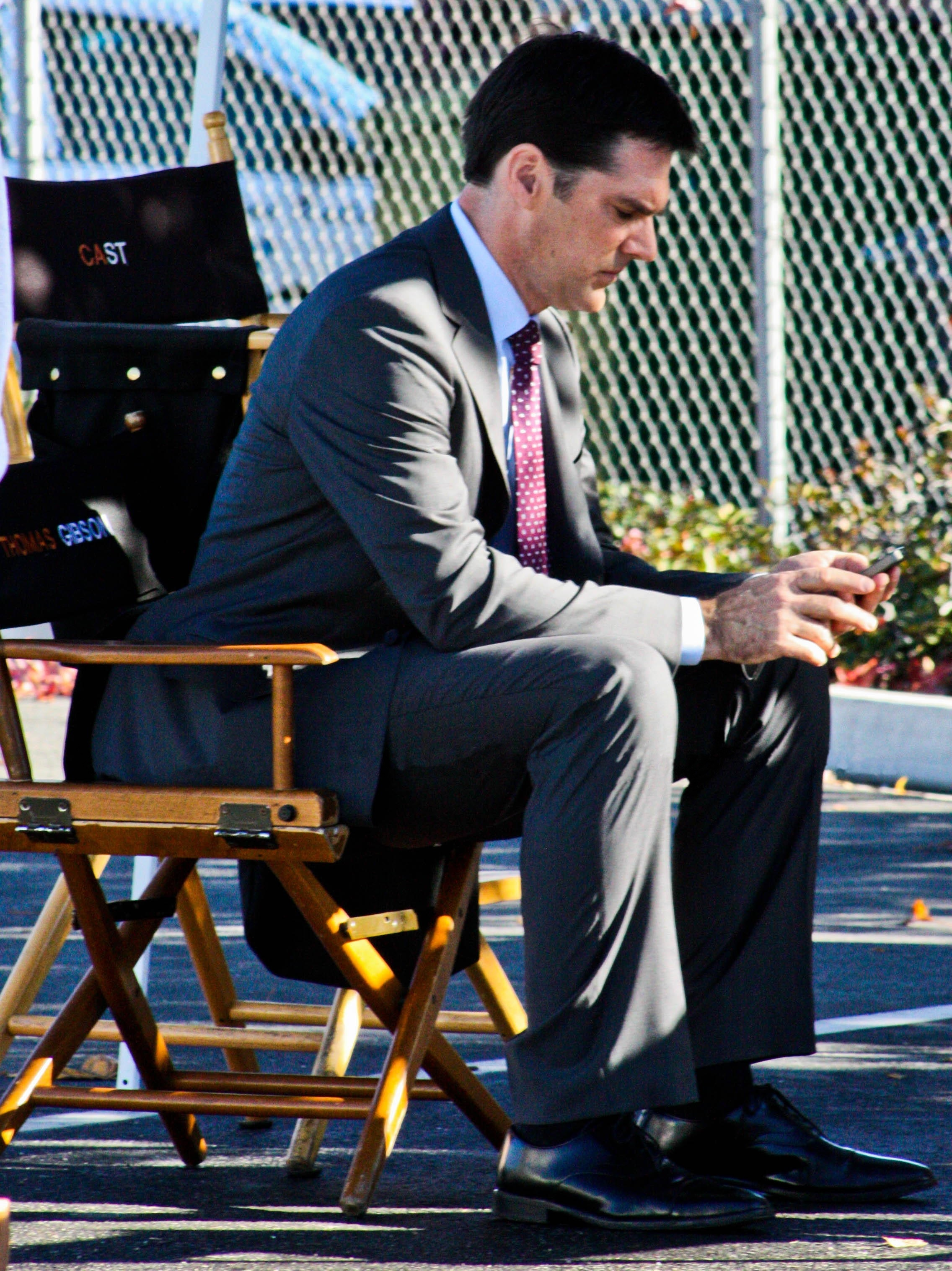
Thomas Gibson interpreta al agente aaron hotchnner

Gibson caracteriza Hotch como tener "momentos de frivolidad", pero continuó:.. "Desafortunadamente, él tiene un sentido muy, muy, probablemente, mucho polvo-que-está-tan-seca del humor Es bastante oscura Es completamente seco bastante Todos necesitamos una. poco de frivolidad, pero yo no necesariamente buscarlo para romper a cantar y bailar. Creo que Hotch siente que hay mucho en juego todo el tiempo ". Antes de la partida de Mandy Patinkin 's Jason Gedeón de la serie , Gibson describe Gedeón y Hotch como "un viejo matrimonio", considerándolas figuras paternas para el resto de la BAU y colegas profesionales entre sí. De la relación de Hotch con el resto del equipo de BAU, Gibson comentó:
| " | Creo que todos saben que se dedica a hacer el trabajo. Creo que entiende cómo negociar tanto sus responsabilidades para con el equipo y sus propias responsabilidades para el trabajo y dejar de lado algunas de las cosas que podrían ser fuentes de conflicto en el tiempo. Cuando pasas tanto tiempo con la gente que vas a tener conflictos, y él es consciente de eso ... Hay también una especie de desprendimiento que tiene que estar allí para que usted pueda hacer este trabajo aceptable, pero al mismo tiempo hay una la calidad de la obra, donde tienes que dedicarte a la idea de que usted está poniendo en los zapatos de estos criminales muy comprometido, porque esa es la forma en que son eficaces en hacerlo. | " |

Antes de Gibson fue elegido para el papel, el personaje fue concebido originalmente como una "rubia de pelo, de ojos azules Mormón".

## Personalidad
La personalidad de Hotch ha cambiado muy poco en el transcurso de la serie. Él siempre ha sido serio, decidido y centrado en el liderazgo en el equipo, nunca parece vacilar o no estar centrado en la trabajo. Sin embargo, los acontecimientos finales de George Foyet y la muerte de su esposa lo habían convertido en un obsesivo de mente cerrada, hasta tal punto que le cedió temporalmente su puesto a Derek Morgan como jefe de la unidad.

## Backstory
Hotch conoció a su futura esposa Hailey Brooks en la escuela secundaria. Se casaron poco después, y fueron inicialmente felices juntos. Antes de unirse al FBI, Hotch trabajó como fiscal para el Fiscal de distrito  de distrito de la oficina.  Se ha nombrado a un hermano menor de Sean (Eric Johnson), un chef con sede en la ciudad de Nueva York. Su madre es una alumna de María Baldwin College en Staunton, VA. . Su padre era un abogado adicto al trabajo y murió de cáncer de pulmón. 
Al ingresar en el FBI, Hotch fue asignado inicialmente a la Oficina de Campo de Seattle, Washington, antes de trasladarse a Quantico, Virginia.
En "Natural Born Killer", Hotchner habló a un asesino en serie, Vincent Perotta (Patrick Kilpatrick), y discutió el abuso físico que sufrió de niño a manos de su padre. Perotta afirmó que todo aquel que es abusado de niño se convierte en un asesino en serie, con Hotchner corregirlo diciendo que "algunas personas crecen para convertirse en asesinos en serie". Cuando Perotta llamó la corrección, le preguntó lo que el uso de "algunos" significaba. Hotchner respondió diciendo "y algunas personas crecer hasta atraparlos." A partir de su explicación a Perotta anterior, parece Hotchner y su madre fueron abusados, pero no se hace nada con el tema.

### Episodios
- «The Tribe». Criminal Minds. Episodio 16. Temporada 1. CBS. 8 de marzo de 2006.
- «Ashes and Dust». Criminal Minds. Episodio 19. Temporada 2. CBS. 21 de marzo de 2007.
- «Doubt». Criminal Minds. Episodio 01. Temporada 3. CBS. 26 de septiembre de 2007.
- «In Name and Blood». Criminal Minds. Episodio 02. Temporada 3. CBS. 3 de octubre de 2007.
- «Birthright». Criminal Minds. Episodio 11. Temporada 3. CBS. 12 de diciembre de 2007.
- «Tabula Rasa». Criminal Minds. Episodio 19. Temporada 3. CBS. 14 de mayo de 2008.
- «Ommivore». Criminal Minds. Episodio 18. Temporada 4. CBS.
- «And Back». Criminal Minds. Episodio 26. Temporada 4. CBS. 29 de mayo de 2009.